# Kløverblåfugl
Kløverblåfugl (Glaucopsyche alexis) er en sommerfugl i blåfuglefamilien. Arten er udbredt i store dele af Europa og mod øst til Amur i Rusland. I Sydsverige ses den fra slutningen af maj til begyndelsen af juli på frodige overdrev i kuperet terræn. Kløverblåfuglen strejfer en del omkring og er to gange truffet i Danmark, henholdsvis Læsø og Lolland.
Arten blev videnskabeligt beskrevet af den østrigske entomolog Nicolaus Poda von Neuhaus i 1761.

## Udseende
Kløverblåfuglens sølvgrå underside har nogle karakteristiske store, sorte pletter på forvingen samt et blågrønt område i dens rodfelt. Oversiden er blå. Hunnens overside er som regel kun blå i rodfeltet og kan i nogle tilfælde være helt brun. Vingefanget varierer fra 26 til 37 millimeter. Hunnen er i gennemsnit mindre end hannen.

## Larvens foderplanter
Kløverblåfuglens larver lever på ærteblomstrede som stenkløver eller astragel.